# Phyllanthus fraternus
Phyllanthus fraternus är en emblikaväxtart som beskrevs av Grady Linder Webster. Phyllanthus fraternus ingår i släktet Phyllanthus och familjen emblikaväxter. Inga underarter finns listade i Catalogue of Life.

## Bildgalleri

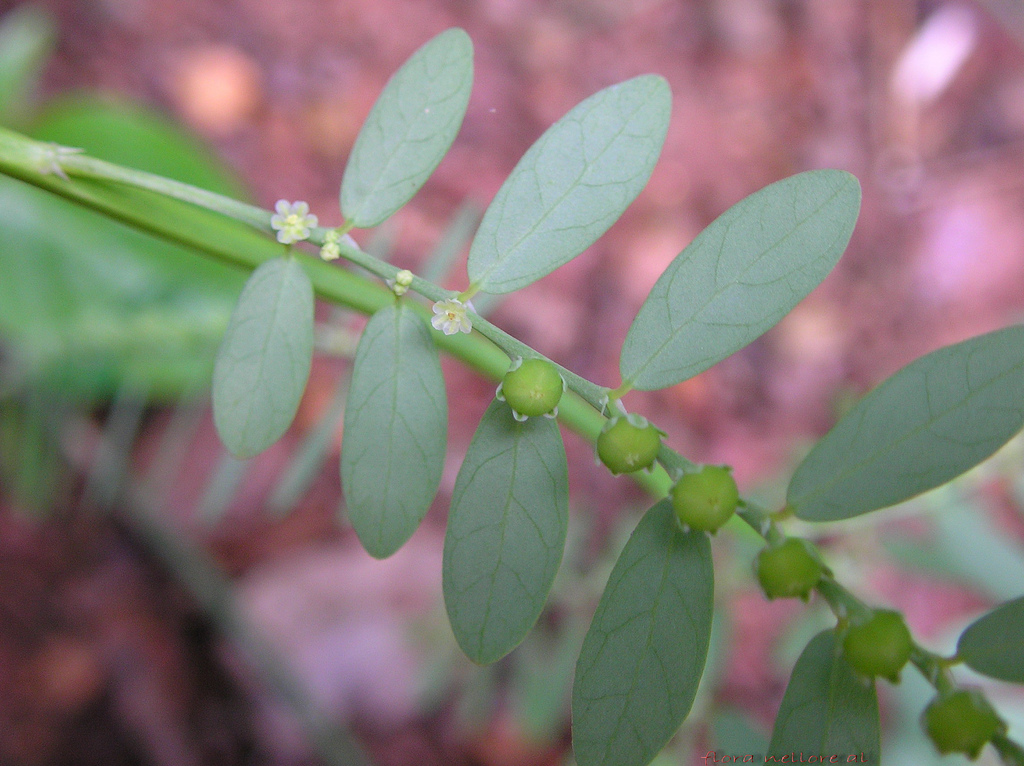